# ماساتاکا کانی
ماساتاکا کانی (انگلیسی: Masataka Kani؛ زادهٔ ۱۸ آوریل ۱۹۹۱) بازیکن فوتبال اهل ژاپن است.
از باشگاه‌هایی که در آن بازی کرده‌است می‌توان به باشگاه فوتبال کاوازاکی فرونتال اشاره کرد.